# Каштел Пала Краиа
Каштел Пала Краиа налази се у Бачкој Тополи и значајно је непокретно културно добро. Саграђен је почетком 19. века за породицу барона Пала Краиа.

## Изглед каштела
Каштел је смештен у самом центру Бачке Тополе. Саграђен је у прелазном стилу од барока ка класицизму. То је једноспратна грађевина, са фасадом и улазом окренутим ка улици. Првобитно се у зграду улазило из дворишта. Овај улаз се сада користи као споредни улаз. Зграда је правоугаоне основе са симетричним прочељем. Централни део уличне фасаде наглашен је ризалитом у малтерској пластици. Изнад улаза налази се балкон, са оградом од кованог гвожђа. Бочне фасаде нису декорисане. Просторије у приземном делу зграде су засведене, а у угловима просторија налазе се нише у којима су раније биле смештене пећи.
Поред Каштела, на истом имању налази се и католичка катедрала, друга по висини у Европи.
Каштел је рестауриран 2002. године.

## Пал Краи
Пал Краи (мађ. Pál Kray; 1735–1804) добио је племићку повељу 1762, док је баронски ранг добио 30 година касније. Био је генерал у служби Хабзбурга. Борио се у Седмогодишњем рату, Аустријско-турском рату, ратовима Прве и Друге коалиције. Био је један од најуваженијих представника старе аустријске војске и као такав награђен је племићком титулом. Умро је у Пешти 1804. године. Срце Пала Краиа узидано је у темеље католичке катедрале која се налази поред каштела који носи његово име.

## Каштел данас
У приземљу Каштела данас се налазе галерија и сала за венчања. На спрату су Градски музеј и Завичајни архив.